# Друштво психолога Србије
Друштво психолога Србије је добровољно, стручно и научно удружење психолога Србије, основано 1953. године.
Организовано је као друштвена, ванстраначка, струковна и интересна организација психолога Србије, а основана ради стручног и научног деловања, усавршавања и комуникације чланова друштва.
Налази се у улици Ђушина 7/III у Београду, у оквиру Рударско-геолошки факултет Универзитета у Београду.

## Историјат

### Удружење психолога ФНР Југославије
Организовању Друштва психолога Србије претходило је оснивање Удружења психолога ФНР Југославије 20. фебруара 1953. у Загребу, када је одржан и први стручни скуп психолога Југославије. За председника Удружења је изабран проф. др Рамиро Бујас. На оснивачкој Скупштини је договорено да се оснују огранци удружења по републикама али су то могле да ураде само три републике које су имале довољан број психолога: Словенија, Хрватска и Србија.
На подстицај из Удружења психолога ФНРЈ, као његов део, основана је Секција психолога НР Србије, 7. јуна 1953. у Београду. На оснивачкој Скупштини, у чијем раду је учествовало петнаестак психолога, усвојена су правила Секције, формиран Управни одбор и изабран први председник проф. др Борислав Стевановић који је на тој улози остао до марта 1956. када је изабран нови Управни одбор и председник проф. др Баја Бајић, који је на тој дужности остао до марта 1959. године.
Марта 1959. је за председника изабран проф. Томислав Томековић, а почетком 1960. Милош Јовичић кога је због одласка на студије у Сједињене Америчке Државе крајем те године заменио проф. Никола Рот. Почетком 1961. председник Секције је постао Александар Радојковић, 1962. Јосип Бергер, а почетом 1963. Вера Смиљанић Чолановић. Априла 1964. је Секција преименована у Друштво и тада је за председника, као и наредне године, изабран поново Баја Бајић.

### Удружење психолога Југославије
Секција је активно учествовала и у саставу Удружења психолога Југославије, као њен део. Проф. др Борислав Стевановић је изабран за председника на трећој Скупштини априла 1956. до јуна 1958, као и децембра 1962. до децембра 1964. Од 1968. до 1970. године председник Управног одбора је био проф. др Никола Рот. Поред наведених, и многи други представници из Србије су били делегати Управног одбора и других тела Удружења психолога Југославије.
Главни задаци Секције су били подстицање чланова на стручни и научни рад, пружање помоћи школама на унапређењу наставе, подстицање увођења предмета психологија у средњим и вишим школама у којима није уведен, популарисање у јавности психологије као науке, стручно информисање чланова, истраживачки рад, као слободно опредељење појединаца. Годишње скупштине су редовно одржаване, на њима су подношени детаљни извештаји о раду управе у протеклој години, али и о стручним активностима сваког појединог члана.
На првој годишњој Скупштини Секције новембра 1954. покренут је задатак решавања статусног питања психолога – рад на признавању звања психолога. Већа пажња је посвећена 1957. када се радило на изради савезног Закона о јавним службеницима. Секција психолога је упутила свој предлог о звању психолога одговарајућој комисији за израду овог Закона. Удружење психолога Југославије је почетком 1956. упутило писмо Државном секретаријату за законодавство и организацију, у коме је описан нагли развој психологије и потребе за психолозима у разним друштвеним областима. Уз писмо је приложен и нацрт правилника од десет чланова у коме су пројектоване специјализације за клиничког, индустријског и школског психолога (приложен је програм специјализације) са предлогом звања, међутим тај предлог није усвојен. Рад на правном регулисању звања психолога настављен је и током 1960—1961. године, када је поново упућен предлог надлежним органима.

### Друштво психолога Србије
Друштво психолога Србије данас садржи бројне психологе у скоро свим већим местима Србије, секције и подружнице, привредно друштво – Центар за примењену психологију основан 1992. године, који је издавач психолошке литературе и организатор акредитованих и слободних едукативних семинара, и Конгрес психолога који окупља све психологе и стручњаке из сродних дисциплина.
Издавач је стручног часописа Психологија од 1967. и месечника Психолошке новине. Члан је Европске асоцијације психолога од јула 2007. године.
Извршни одбор броји укупно једанаест чланова од којих је један председник, којег бира Скупштина на Изборној скупштини. Чланове Извршног одбора по правилу бира Скупштина из својих редова. Председница Извршног одбора је Дуња Симић, а председница Друштва психолога Србије др Тамара Џамоња Игњатовић.